# Viaduc de Garabit
Het Viaduc de Garabit is een spoorboogbrug ontworpen door de Franse ingenieur Gustave Eiffel en gelegen bij Ruynes-en-Margeride (departement Cantal) in het Franse Centraal Massief. De brug overspant de rivier de Truyère. De brug werd gebouwd door Gustave Eiffel & Cie en afgewerkt in 1884, maar het duurde tot 1888 vooraleer de spoorweglijn in dienst genomen werd. Ze was daarna een tijdlang de hoogste brug ter wereld. De spoorbrug wordt anno 2021 nog gebruikt voor vrachttreinen en één passagierstrein, de spoorlijn van Neussargues naar Béziers.
De eigenlijke overspanning werd ontworpen door Maurice Koechlin, een medewerker van Eiffel. Door de aanwezigheid van de mistral was het al op voorhand uitgesloten dikke (betonnen) profielen te gebruiken. Daarom werd voor gietijzer gekozen, net zoals later bij de bouw van de Eiffeltoren.
De boog is opgebouwd als tweescharnierboog, met aan de ene zijde twee, en aan de andere kant vier zijoverspanningen. De centrumlijn van de boog volgt een bijna perfecte parabool, zodat de boog quasi enkel op druk belast wordt.
Na een renovatie in de jaren negentig werd de overspanning rood geschilderd.
Het is de locatie waar de film The Cassandra Crossing (1976) is opgenomen.

## Technische gegevens
- totale lengte van het viaduct: 564,69 m
- overspanning van de boog: 165 m
- hoogte boven de rivier: 122 m
- volume aan stenen: 20 409 m³
- hoeveelheden van de metalen constructie:
  - smeedijzer: 3169 t
  - staal: 41 t
  - gietijzer: 23 t
- aantal klinknagels: 678 768 stuks
- bouwtijd: vijf jaar (van januari 1880 tot september 1885)